# Cahon
Cahon – miejscowość i gmina we Francji, w regionie Hauts-de-France, w departamencie Somma.
Według danych na rok 2011 gminę zamieszkiwało 220 osób, a gęstość zaludnienia wynosiła 31 osób/km² (wśród 2293 gmin Pikardii Cahon plasuje się na 786. miejscu pod względem liczby ludności, natomiast pod względem powierzchni na miejscu 686.).